# Jon Savage
Jon Savage (Paddington, 2 settembre 1953) è un conduttore televisivo, critico musicale, giornalista e conduttore radiofonico britannico.

## Biografia
Jon Savage è divenuto celebre durante il periodo del punk, quando intervistò tutti i maggiori esponenti di quella scena musicale. Nel 1976 scriveva e pubblicava una fanzine chiamata London's Outrage, e nel 1977 iniziò a scrivere per Sounds, che allora era la terza rivista più letta dopo New Musical Express e  Melody Maker. In seguito scrisse per le maggiori riviste musicali e di cultura popolare inglesi.
Nel 1991 scrisse il suo libro più famoso, England's Dreaming, che narrava la storia dei Sex Pistols e della musica punk rock britannica.

## Pubblicazioni

### Libri
- The Kinks: the Official Biography (Faber and Faber, 1984)
- England's Dreaming: Sex Pistols and Punk Rock  (Faber and Faber, 1991,  ISBN 978-0-571-13975-0)
- Picture Post Idols Publisher: London, Collins & Brown, 1992 ISBN 978-1-85585-083-5
- The Faber Book of Pop (con Hanif Kureishi) (Faber and Faber, 1995, ISBN 978-0-571-17980-0)
- Touching From a Distance (Foreword) (Faber and Faber, 1995, ISBN 0-571-17445-0)
- Time Travel: From the Sex Pistols to Nirvana – Pop, Media and Sexuality, 1977–96 Publisher: London, Chatto & Windus, 1996 ISBN 978-0-7011-6360-0
- Teenage: The Creation of Youth Culture  Publisher: Viking Books, 2007 ISBN 978-0-670-03837-4
- The England's Dreaming Tapes (University of Minnesota Press, 2010)
- Punk: Chaos to Couture (2013)[1]
- (EN) Frohman, Jesse, Kurt Cobain: the Last Session, Contributi di Jon Savage e Glenn O'Brien, Londra, Thames & Hudson, 2014.

### Articoli importanti
- Savage, Jon, Kurt Cobain's Last Photo Session and Interview, 1993: Part 1 "Very like the Sex Pistols", in Mojo, vol. 253, dicembre 2014,  pp. 30-31.

### Documentari
- Joy Division  documentary film, screenwriter, 2008

## Compilation
- England's Dreaming (Trikont 2004)
- Meridian 1970 (Forever Heavenly 2005)
- Queer Noises – From the Closet to the Charts (Trikont 2006)[2]
- The Shadows of Love – Intense Tamla 1966–1968 (Commercial Marketing 2006)
- Dreams Come True – Classic Wave Electro 1982–87 (Domino Records 2008)
- Teenage – The Invention of Youth 1911–1945 (Trikont 2009)
- Fame – Jon Savage's Secret History of Post Punk 1978–81 (Caroline True Records 2012)